# 埃斯佩蘭薩 (聖大非省)

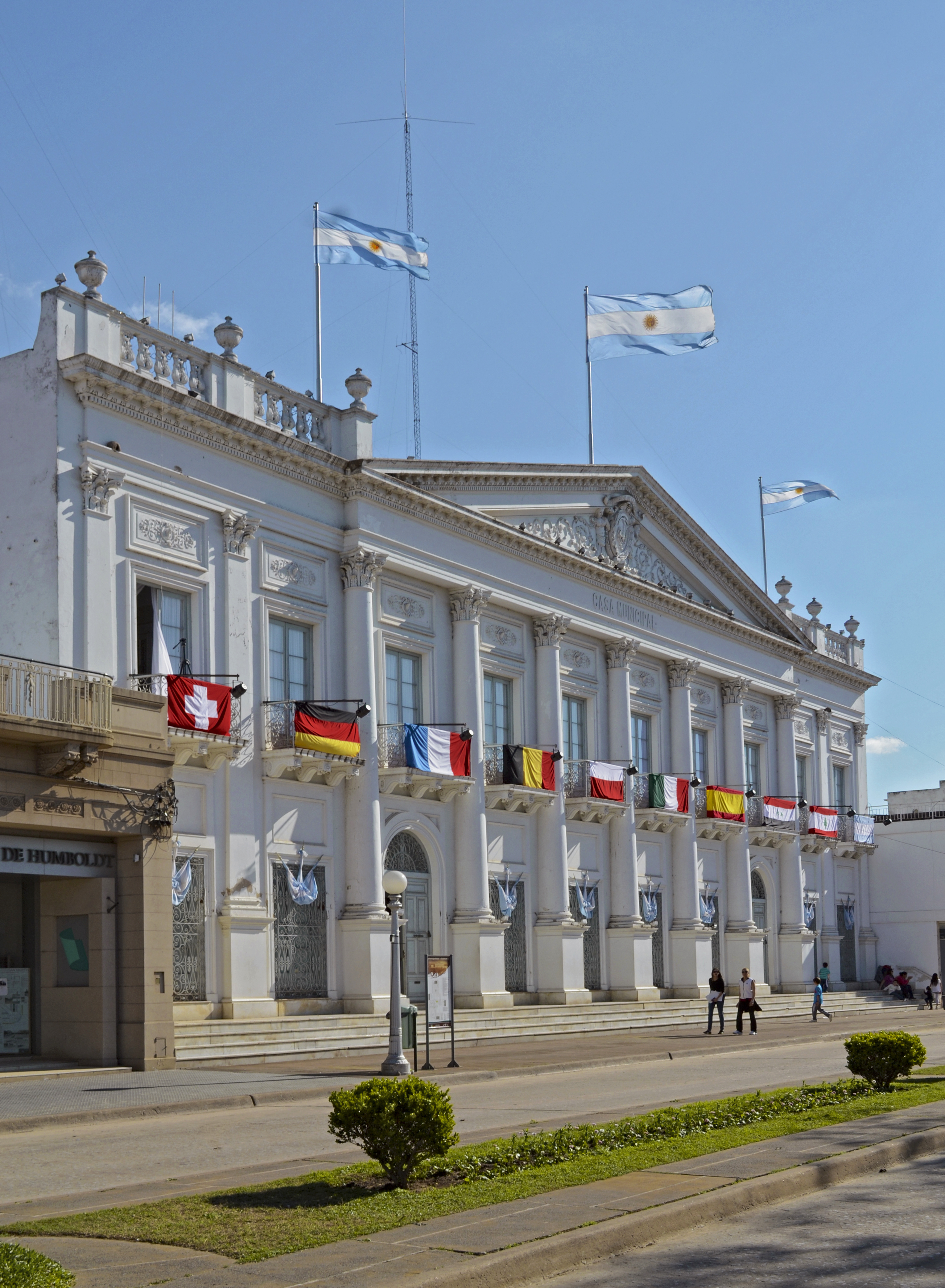

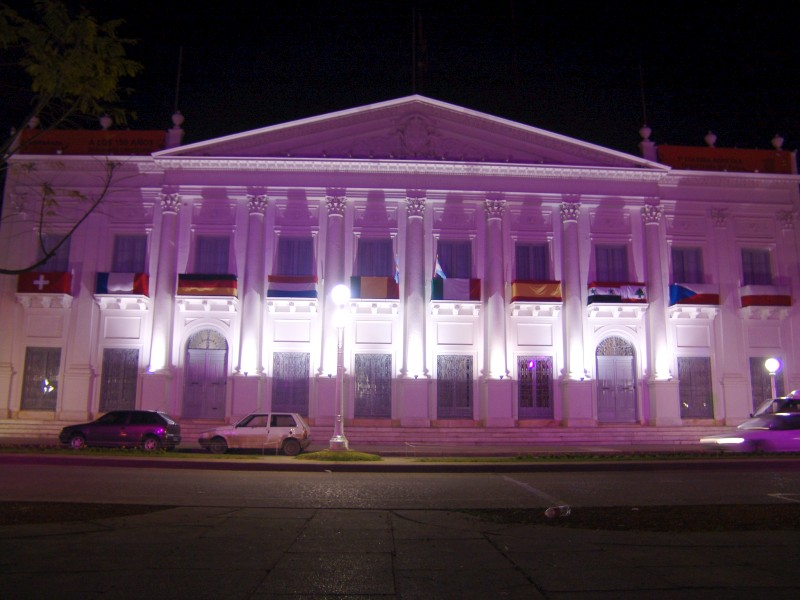

埃斯佩蘭薩（西班牙語：Esperanza）是阿根廷圣菲省的城鎮，位於該國東北部，面積289平方公里，海拔高度38米，2012年人口40,686，人口密度每平方公里140人。

## 外部連結
- Municipality of Esperanza （页面存档备份，存于） - Official website.